# Cyathidium
Cyathidium is een geslacht van zeelelies uit de familie Holopodidae.

## Soorten
- Cyathidium foresti Cherbonnier & Guille, 1972
- Cyathidium pourtalesi Améziane, Bourseau, Heinzeller & Roux, 1999